# Casa Jumperna
La Casa Jumperna és una obra de Tremp (Pallars Jussà) protegida com a Bé Cultural d'Interès Local.

## Descripció
Casa construïda entre mitgeres, de quatre nivells d'alçat (planta baixa, dos pisos i golfes) i molt refeta, probablement sobre la base d'un edifici anterior. Destaca la porta principal, conformada per un arc de mig punt de dovelles de pedra regulars i brancals igualment monolítics, sense escut ni cap altre element decoratiu.

## Història
No es disposa de dades sobre la construcció de Casa Jumperma i l'únic element que testimonia la seva antiguitat és l'arc que conforma la porta d'accés, emmarcable en u període plenament medieval.